# Mesophyt
Als Mesophyten (aus altgr.: μέσος mesos „mittig“ und φυτόν phytón „Pflanze“) bezeichnet man in der Biologie Pflanzen, die an mäßig feuchten Orten vorkommen. Sie nehmen dadurch eine Stellung zwischen Hygrophyten und Xerophyten ein.
Mesophyten sind Pflanzen, die vor allem in gemäßigten Breitengraden sowie in Regionen mit regelmäßigen Schwankungen in Bezug zur Wasserverfügbarkeit vorkommen. Die Gewächse benötigen keinen ständig feuchten Standort und können so Trockenperioden überstehen. Um einen zu hohen Wasserverlust durch Austrocknung zu verhindern, besitzen Mesophyten verschiedene Schutzmechanismen. Die Wurzeln speichern Wasser, was beispielsweise bei Laubbäumen der Fall ist. Bei Pflanzen mit Zwiebel wird Wasser in dieser gespeichert. Die Rinde von Pflanzen schützt ebenfalls vor Austrocknung. Bei lang anhaltender Trockenheit werfen Mesophyten schließlich ihre Blätter ab, um eine übermäßige Austrocknung zu verhindern (Abszission). Hierzu zählt auch das Abwerfen des Laubwerks im Herbst (Laubrhythmus). Blätter von Mesophyten sind an der Oberfläche nicht durchweg behaart und besitzen keine Wachsüberzüge. Die Spaltöffnungen befinden sich oft an der Blattunterseite. Es gibt auch Arten, die als einjährige Pflanzen in Wüsten leben und dort während der Regenzeit blühen. Ebenso zählen Moose und Algen der Gezeitenzone zu den Mesophyten.

## Beispiele

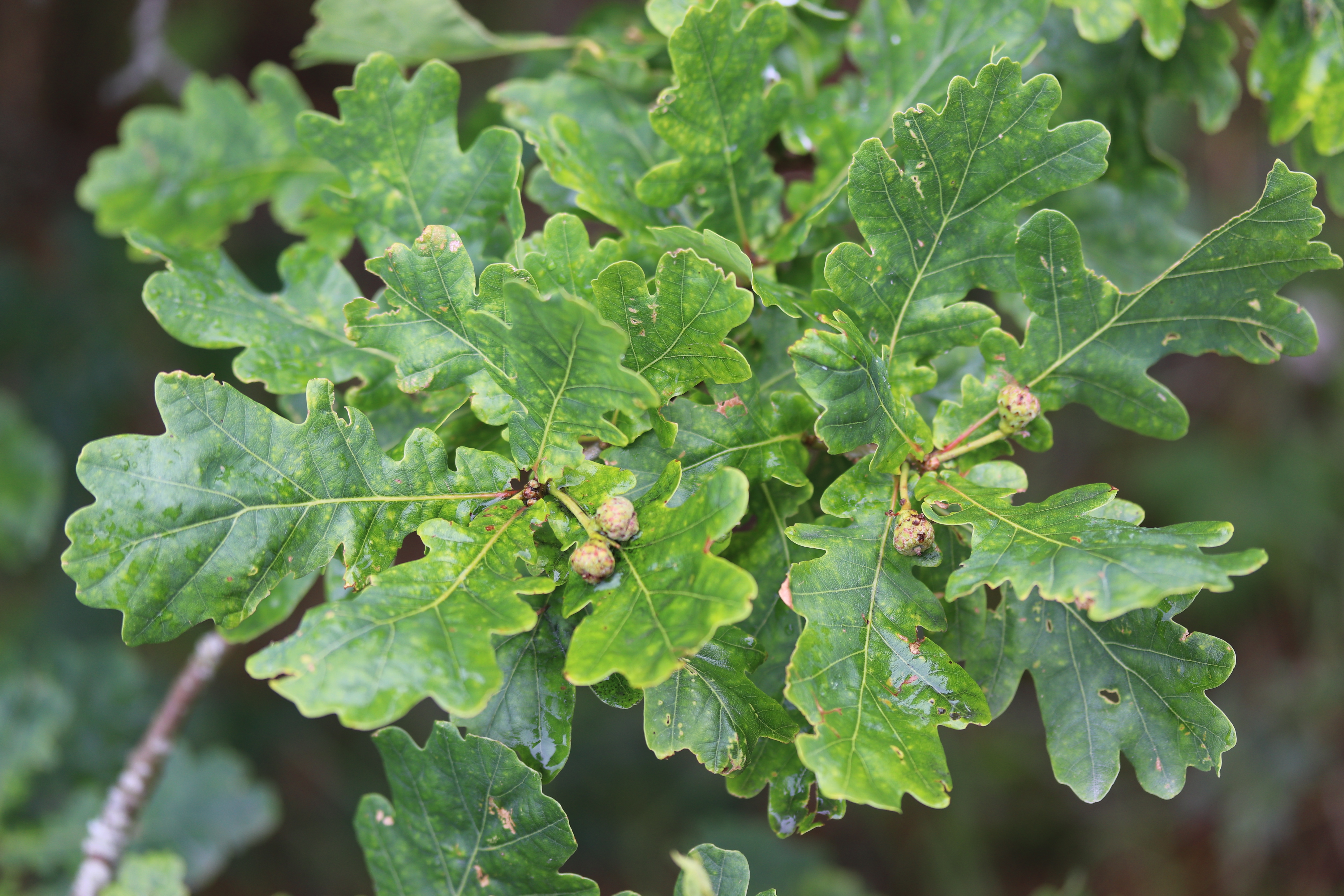
Stieleiche
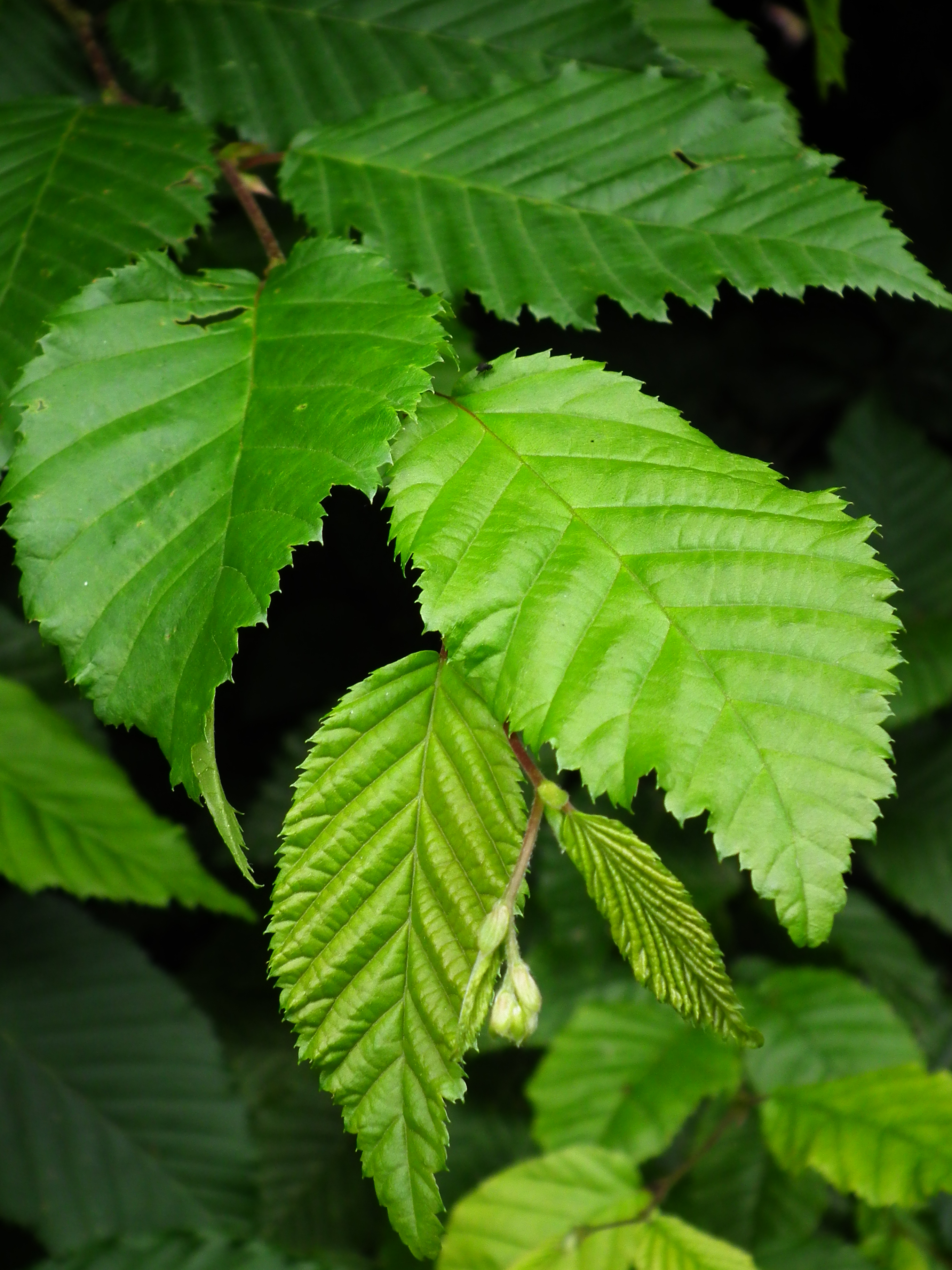
Hainbuche
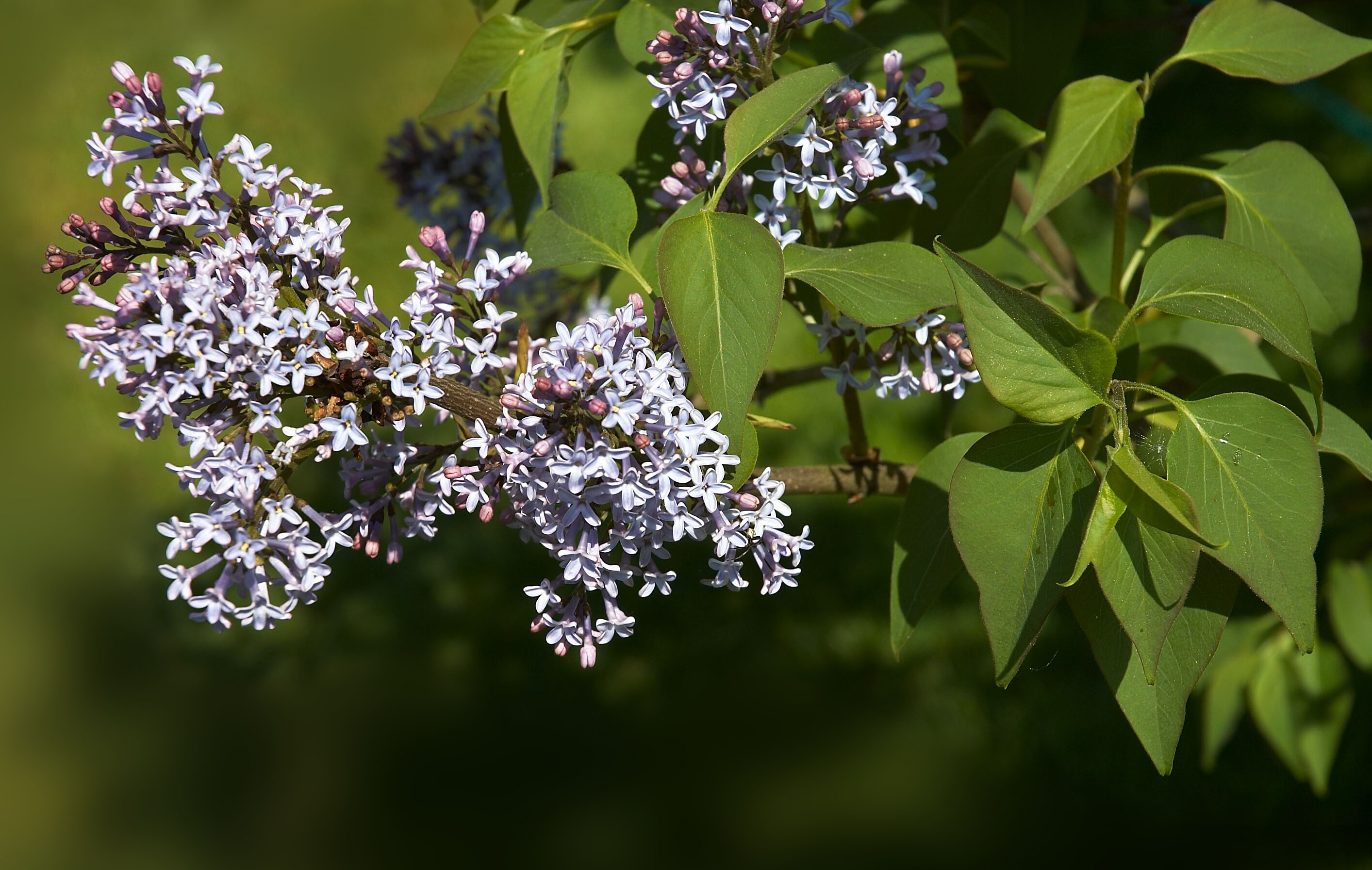
Flieder
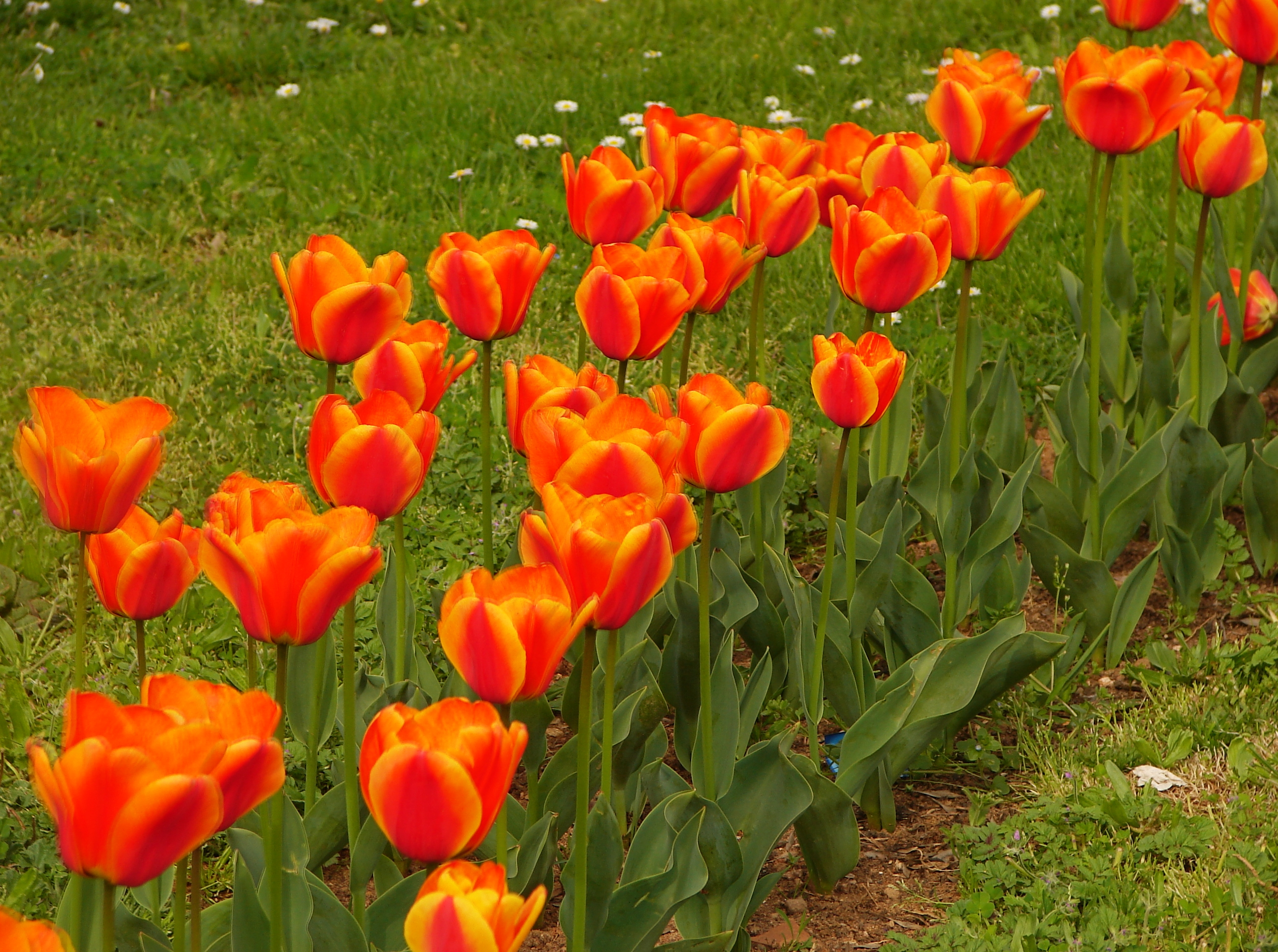
Tulpen (Zwiebelpflanze)
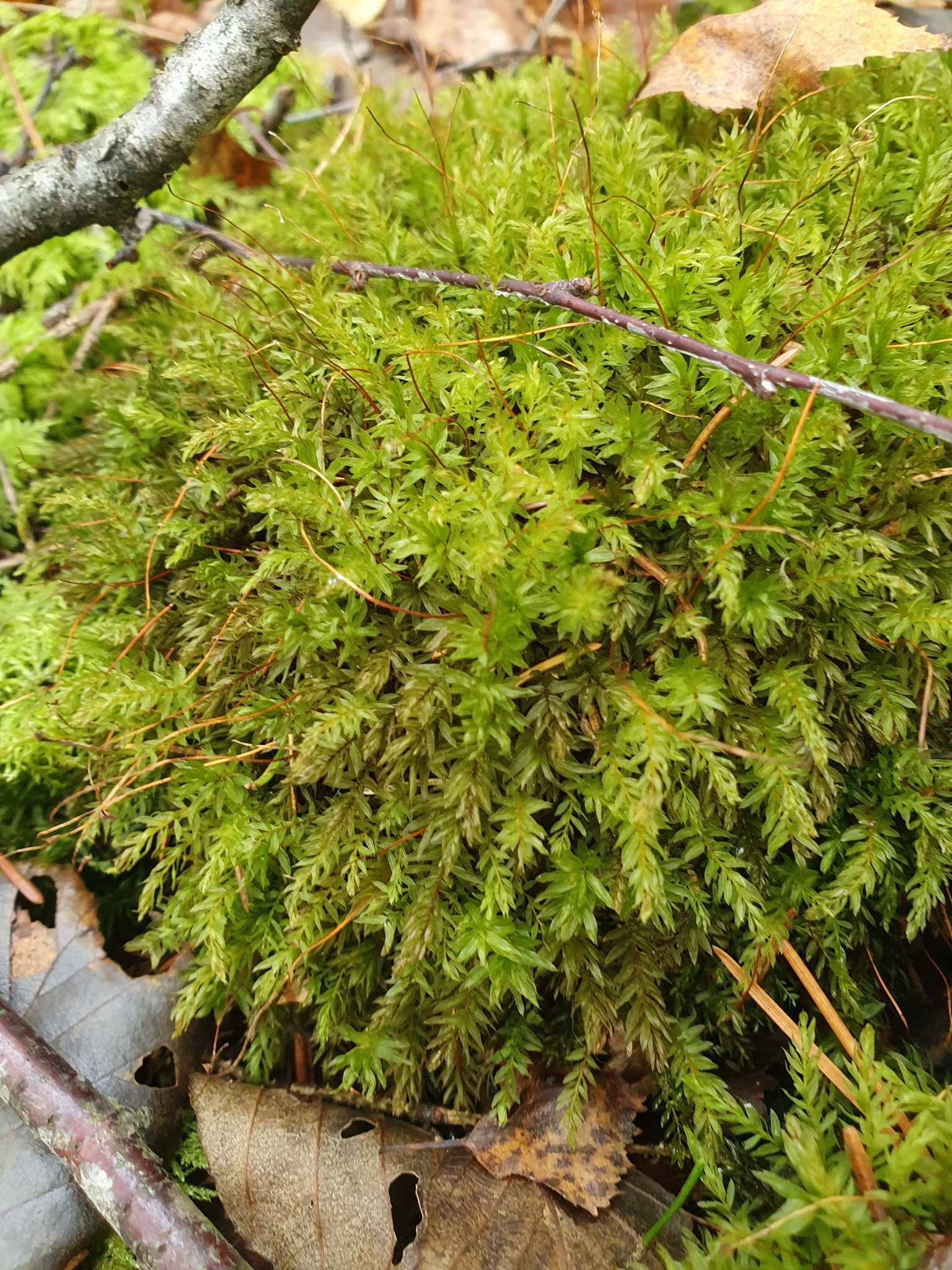
Sternmoos
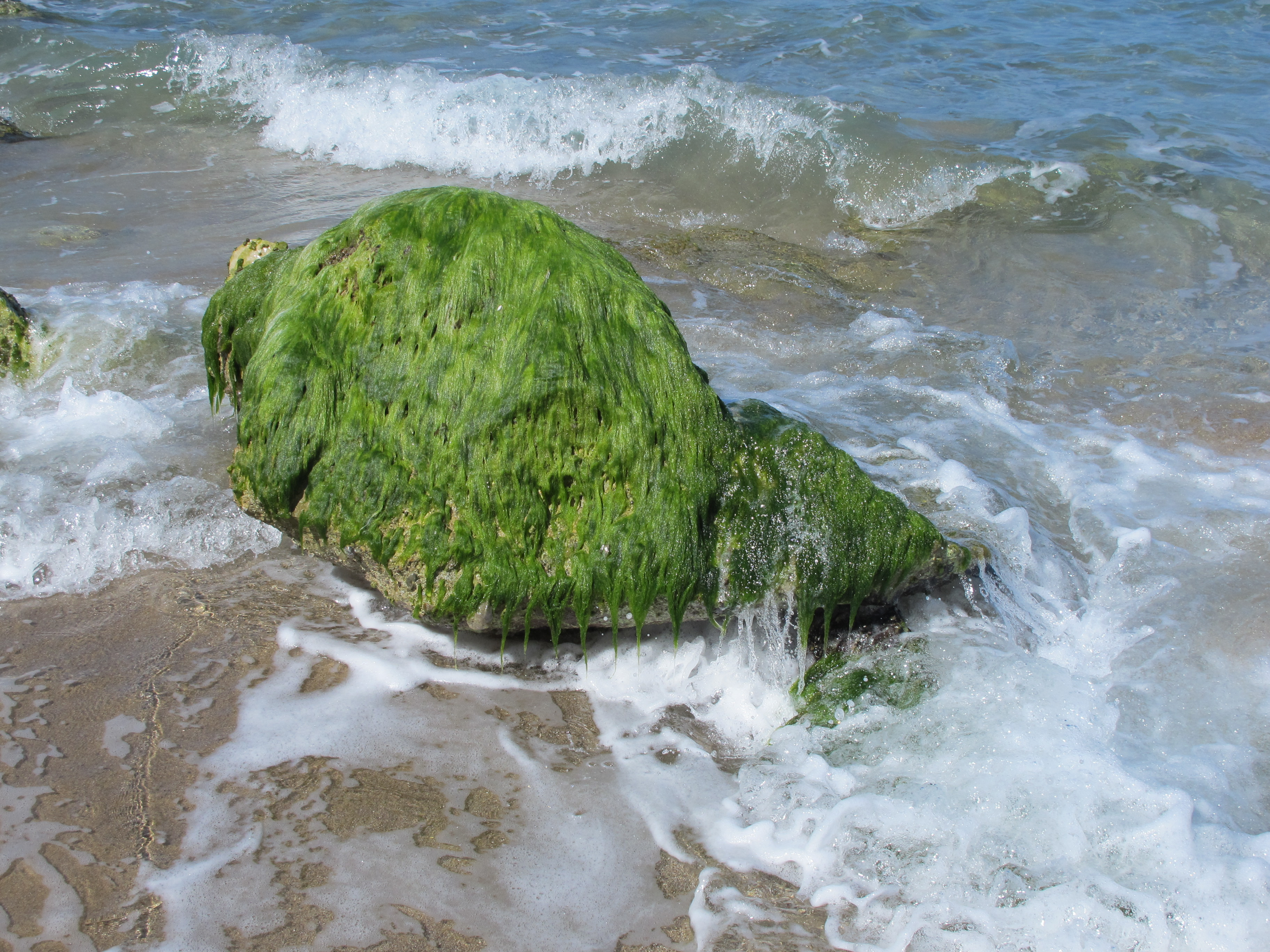
Alge